# حلا (سوريا)
بلدة حلا بلدة سورية تابعة إداريا لمنطقة مدينة القطيفة شمال مدينة دمشق التابعة بدورها لتقسيم الإداري لمحافظة ريف دمشق، ترتفع 1100 م عن سطح البحر، تقع على الأطراف الغربية لمدينة القطيفة ويحدها من الجهة الشمالية والغربية كلا من: التواني - عكوبر - الحفير الفوقا على التوالي.